# Onofre do Egito
Santo Onofre, Confessor (em grego: ; romaniz.: Onouphrios; em latim: Onuphrius), considerado santo pela Igreja Católica e venerável pela Igreja Ortodoxa, foi um eremita que viveu no deserto da Tebaida no Alto Egito, em fins do século IV da era cristã (o seu nome grego pode ser mesmo uma corruptela do termo egípcio Uen-nefer - «o que está sempre feliz, satisfeito» - um epíteto tradicionalmente guardado para o antigo deus egípcio Osíris; de resto, a dificuldade da sua transcrição em outras línguas levou-o, por exemplo, a ser venerado sob o nome de Humphrey, na Inglaterra).
O relato de um seu discípulo, Pafnútio, que o encontrou no deserto egípcio, constitui a única fonte para o conhecimento da vida de Santo Onofre: monge num cenobita da região da Tebaida, abandonou-o para viver uma vida de eremita; durante 60 a 70 anos, Onofre viveu sozinho no deserto, usando apenas, para proteger as partes pudendas, folhas e/ou o seu longo cabelo e barbas.
Onofre tornou-se bastante representado na arte medieval, sobretudo nas representações de homens selvagens e dos Padres do Deserto.
Tanto a Igreja Católica como a Igreja Ortodoxa o celebram no dia 12 de Junho.